# Dračí srdce (knižní série)
Dračí srdce je knižní série rakouského spisovatele Thomase Breziny. Je to příběh o tom, jak se děti dostanou do pohádkové země, kde pomáhají místním obyvatelům. Jedním z nich je Leon, který dostal meč od svého dědečka. Je nazýván dračím rytířem. Do pohádkové dimenze se dostávají pomocí meče, kterým seknou do vzduchu a otevře se portál.

## Díly
- Zrození dračího rytíře
- Kletba slepého mága
- Útok kamenných rytířů
- Vzkříšení ohnivého démona
- Hrozba ledového bojovníka
- Boj s válečníky pekel
- Pomsta Železných havranů
- Zrada vlčího rytíře
- Únos dračího rytíře
- Rozhodující bitva